# Atriplex coquimbana
Atriplex coquimbana là loài thực vật có hoa thuộc họ Dền. Loài này được Phil. mô tả khoa học đầu tiên năm 1895.